# Radost
Radost (prasl. *radostь, lat. gaudentia, port. alegria) je teško opisivo ugodno i intezivno nutarnje stanje ili raspoloženje koje se može opisati kao »osjećaj ponesenosti i dragosti izazvan ljepotom, ljubavlju, skladom i unutrašnjim zadovoljstvom«, općenito kao zaseban oblik vedrine i unutarnjeg zadovoljstva. Često se koristi kao sinonimom za sreću. Snažno i naglo izražena radost naziva se euforija.
U kršćanskoj teologiji, ona je jedan od plodova Duha Svetoga i blaženstvo, a i samo Evanđelje naziva se Radosna vijest.